# Semaine catalane
La Semaine catalane (en catalan : Setmana Catalana de Ciclisme) est une course cycliste par étapes organisée entre 1963 et 2005 en Catalogne, en Espagne.
En 2005, la Semaine catalane intègre l'UCI Europe Tour en catégorie 2.HC. L'édition 2006 est annulée en raison de difficultés financières, liées notamment aux droits télévisés. L'épreuve n'est plus organisée depuis.

## Histoire
Au début des années 1960, une série de courses d'un jour est organisée en Catalogne. En raison du manque de tradition ou du manque de spécialistes des classiques dans cette région (à l'exception de Miguel Poblet), ces épreuves d'un jour n'ont pas le même succès que les grandes courses par étapes comme le Tour de Catalogne. Pour éviter la disparition de ces épreuves, Albert Assalit (le président de la Fédération catalane de cyclisme), Joaquim Sabaté et Antoni Vallugera ont l'idée de regrouper toutes ces épreuves en une course d'une semaine. Chacune d'entre elles attribue des points et à la fin le vainqueur est celui avec le plus de points. C'est ainsi qu'en mars 1963, naît la Semaine catalane du cyclisme. Le développement de la course est rapide et la course a rapidement acquis un grand prestige en Europe.
La première Semaine catalane est organisée par la Fédération catalane en collaboration avec diverses organisations, l'Agrupació Ciclista Montjuïc, la Penya Solera et l'Esport Ciclista Barcelona. Elle porte le nom officiel d'« I Challenge Drink » et compte cinq étapes réparties sur onze jours. Les cyclistes pouvaient s'inscrire indépendamment dans chacune des étapes et le vainqueur final n'était pas déterminé au temps, mais par les points distribués dans chaque trophée. Ayant des dates très espacées, de nombreux coureurs ont profité de l'occasion pour participer à d'autres courses, telles que Milan-San Remo entre les troisième et quatrième étapes. Le premier vainqueur est José Pérez Francés, un coureur originaire de Santander, mais installé à Barcelone. En 1964, l'épreuve se déroule sur cinq jours consécutifs. À partir de 1968, la course se fait au temps et non plus aux points. Les cyclistes belges remportent les quatre premières étapes, mais alors qu'Eddy Merckx occupe la tête de la course, il doit abandonner pour prendre part au Tour des Flandres.
Durant son existence, la Semaine catalane se déroule après Paris-Nice et constitue un bon moyen pour affiner sa préparation avant les classiques flandriennes et surtout le Tour d'Espagne (Vuelta) qui se déroule alors de la fin avril à la mi mai. En 1988, Sean Kelly remporte coup sur coup Paris-Nice, la Semaine catalane et la Vuelta.
À son palmarès figure des champions tels que Luis Ocaña, Raymond Poulidor, Joop Zoetemelk, Eddy Merckx, Claude Criquielion, Sean Kelly, Stephen Roche, Alex Zülle, Pedro Delgado et Laurent Jalabert.
En raison de soucis économiques, la course disparaît à l'issue de l’édition 2005 remportée par Alberto Contador.

## Palmarès

### Classement général
| Année | Vainqueur                   | Deuxième                       | Troisième                |
| ----- | --------------------------- | ------------------------------ | ------------------------ |
| 1963  | José Pérez Francés          | Antonio Suárez                 | Fernando Manzaneque      |
| 1964  | José Pérez Francés          | José Segú                      | Eusebio Vélez            |
| 1965  | José Luis Talamillo         | Antonio Bertrán                | Gregorio San Miguel      |
| 1966  | José Manuel López Rodríguez | Antonio Gómez del Moral        | José Manuel Lasa         |
| 1967  | Domingo Perurena            | Jaime Alomar                   | José Pérez Francés       |
| 1968  | Mariano Díaz                | Luis Pedro Santamarina         | Eusebio Vélez            |
| 1969  | Luis Ocaña                  | José Antonio González Linares  | Dino Zandegù             |
| 1970  | Italo Zilioli               | Raymond Poulidor               | Luis Ocaña               |
| 1971  | Raymond Poulidor            | Gösta Pettersson               | Luis Ocaña               |
| 1972  | Miguel María Lasa           | Raymond Poulidor               | Jesús Manzaneque         |
| 1973  | Luis Ocaña                  | Eddy Merckx                    | Herman Van Springel      |
| 1974  | Joop Zoetemelk              | Eddy Merckx                    | Joaquim Agostinho        |
| 1975  | Eddy Merckx                 | Luis Ocaña                     | Joop Zoetemelk           |
| 1976  | Eddy Merckx                 | Gonzalo Aja                    | Giuseppe Perletto        |
| 1977  | Freddy Maertens             | Joseph Bruyère                 | Michel Pollentier        |
| 1978  | Enrique Cima                | Miguel María Lasa              | Pedro Vilardebo          |
| 1979  | Claude Criquielion          | Faustino Rupérez               | Felipe Yáñez             |
| 1980  | Non-disputé                 | Non-disputé                    | Non-disputé              |
| 1981  | Sven-Åke Nilsson            | Vicente Belda                  | Alberto Fernández Blanco |
| 1982  | Jostein Wilmann             | Theo de Rooij                  | Tommy Prim               |
| 1983  | Alberto Fernández Blanco    | Faustino Rupérez               | Reimund Dietzen          |
| 1984  | Phil Anderson               | Reimund Dietzen                | Eduardo Chozas           |
| 1985  | José Recio                  | Phil Anderson                  | Felipe Yáñez             |
| 1986  | Felipe Yáñez                | Jean-Claude Bagot              | Guido Winterberg         |
| 1987  | Vicente Belda               | Peter Hilse                    | Miguel Indurain          |
| 1988  | Sean Kelly                  | Anselmo Fuerte                 | Iñaki Gastón             |
| 1989  | Reimund Dietzen             | Pedro Delgado                  | Pedro Saúl Morales       |
| 1990  | Iñaki Gastón                | Tony Rominger                  | Raúl Alcalá              |
| 1991  | Stephen Roche               | Anselmo Fuerte                 | Joaquim Llach Martínez   |
| 1992  | Alex Zülle                  | Iñaki Gastón                   | Raúl Alcalá              |
| 1993  | Pedro Delgado               | Laudelino Cubino               | Laurent Dufaux           |
| 1994  | Stefano Della Santa         | Laurent Dufaux                 | Andrew Hampsten          |
| 1995  | Francesco Frattini          | Alex Zülle                     | Aitor Garmendia          |
| 1996  | Alex Zülle                  | Íñigo Cuesta                   | Francesco Casagrande     |
| 1997  | Juan Carlos Domínguez       | Alex Zülle                     | Viatcheslav Ekimov       |
| 1998  | Michael Boogerd             | Laurent Jalabert               | Alex Zülle               |
| 1999  | Laurent Jalabert            | Michael Boogerd                | Wladimir Belli           |
| 2000  | Laurent Jalabert            | Javier Pascual Rodríguez       | Giuseppe Di Grande       |
| 2001  | Michael Boogerd             | Danilo Di Luca                 | Manuel Beltrán           |
| 2002  | Juan Miguel Mercado         | Giuseppe Guerini               | Serhiy Honchar           |
| 2003  | Dario Frigo                 | Josep Jufré                    | David Latasa             |
| 2004  | Joaquim Rodríguez           | Miguel Ángel Martín Perdiguero | Josep Jufré              |
| 2005  | Alberto Contador            | David Bernabéu                 | Pedro Arreitunandia      |

### Classements annexes
| Année | Classement par points | Grand Prix de la montagne | Classement des points volants     | Classement par équipes    |
| ----- | --------------------- | ------------------------- | --------------------------------- | ------------------------- |
| 1965  |                       |                           |                                   | Ferrys                    |
| 1967  |                       | Mariano Díaz              | Jorge Mariné (en)                 | Ferrys                    |
| 1968  | Domingo Perurena      | Antonio Blanco            | José Manuel López Rodríguez       | Fagor                     |
| 1969  |                       | Jorge Mariné (en)         | Jorge Mariné (en) (2)             | Salvarani                 |
| 1971  |                       | Raymond Poulidor          | Emiliano Rodrigues (pt)           | Werner (es)               |
| 1972  |                       | José Manuel Fuente        | José Manuel López Rodríguez (2)   | Kas-Kaskol                |
| 1973  | Luis Ocaña            | José Gómez Lucas          | Barry Hoban                       | Molteni                   |
| 1974  | Eddy Merckx           | Eddy Merckx               | Antonio Menéndez                  | Molteni (2)               |
| 1975  | Eddy Merckx (2)       | José Luis Abilleira       | Giacinto Santambrogio             | Gan-Mercier               |
| 1976  |                       | José Luis Abilleira (2)   | Fernando Mendes                   | Kas (2)                   |
| 1977  | Freddy Maertens       | Pedro Torres              |                                   | Flandria                  |
| 1978  |                       | Manuel Esparza            | Christian Dumont (en)             | Teka                      |
| 1979  |                       | Faustino Rupérez          | Isidro Juárez                     | Kas (3)                   |
| 1981  |                       | José Luis Laguía          | Guido Van Calster                 | Splendor                  |
| 1982  | Jostein Wilmann       | Álvaro Pino               | Francisco Javier López Izkue (es) | Capri-Sonne               |
| 1983  |                       | José Luis Laguía (2)      | Dirk Krikilion (ca)               | TI-Raleigh                |
| 1984  |                       | José Luis Laguía (3)      | Diederik Foubert (ca)             | Zor                       |
| 1985  |                       | José Luis Laguía (4)      | Etienne De Wilde                  | Teka (2)                  |
| 1986  |                       | Felipe Yáñez              | Xavier Castellar Devis (ca)       | Fagor                     |
| 1987  |                       | Vicente Belda             | Hans Daams                        | Kelme                     |
| 1988  |                       | Iñaki Gastón              | Miguel Ángel Iglesias             | Reynolds                  |
| 1989  |                       | Pedro Saúl Morales        | Manuel Carrera (ca)               | Teka (3)                  |
| 1990  | Alfonso Gutiérrez     | José Luis Laguía (5)      | Miguel Ángel Iglesias (2)         | Histor-Sigma              |
| 1991  |                       | Henry Cárdenas            | Antonio Esparza                   | Kelme (2)                 |
| 1992  |                       | Henry Cárdenas (2)        | Kai Hundertmarck                  | Panasonic                 |
| 1993  |                       | Ángel Yesid Camargo       | Fabiano Fontanelli                | Amaya (2)                 |
| 1994  |                       | José Manuel Uría          | Eleuterio Anguita                 | Banesto (2)               |
| 1995  |                       | Mariano Piccoli           | Assiat Saitov                     | Gewiss-Ballan             |
| 1996  | Erik Zabel            | Íñigo Cuesta              |                                   | ONCE                      |
| 1997  |                       | Gilles Bouvard            | Silvio Martinello                 | ONCE (2)                  |
| 1998  |                       | Antonio Tauler            | Massimo Strazzer                  | ONCE (3)                  |
| 1999  | Laurent Jalabert      | Alberto López de Munain   | Germán Nieto (it)                 | Kelme (3)                 |
| 2000  | Erik Zabel (2)        | Ruslan Ivanov             | Serguei Smetanine                 | ONCE (4)                  |
| 2001  | Denis Zanette         | Antonio Colom             | Serguei Smetanine (2)             | iBanesto (3)              |
| 2002  | Erik Zabel (3)        | Joan Horrach              |                                   | iBanesto.com (4)          |
| 2003  | Erik Zabel (4)        | Óscar Laguna              |                                   | ONCE (5)                  |
| 2004  | Miguel Ángel Martín   | Javier Ramírez            |                                   | Saunier Duval             |
| 2005  | Luis Pérez Romero     | Claudio Corioni           |                                   | Liberty Seguros-Würth (6) |